# Ehestreik (film 1930)
Ehestreik è un film muto del 1930 diretto da Carl Boese.

## Produzione
Il film fu prodotto dalla berlinese Film-Produktion Löw & Co. GmbH.

## Distribuzione
Al visto di censura del 27 gennaio 1930, il film risulta con il titolo Ehekrieg. In Germania, uscì nelle sale cinematografiche il 20 marzo 1930. In Portogallo, fu distribuito il 26 gennaio 1931.